# Club Suizo de Buenos Aires

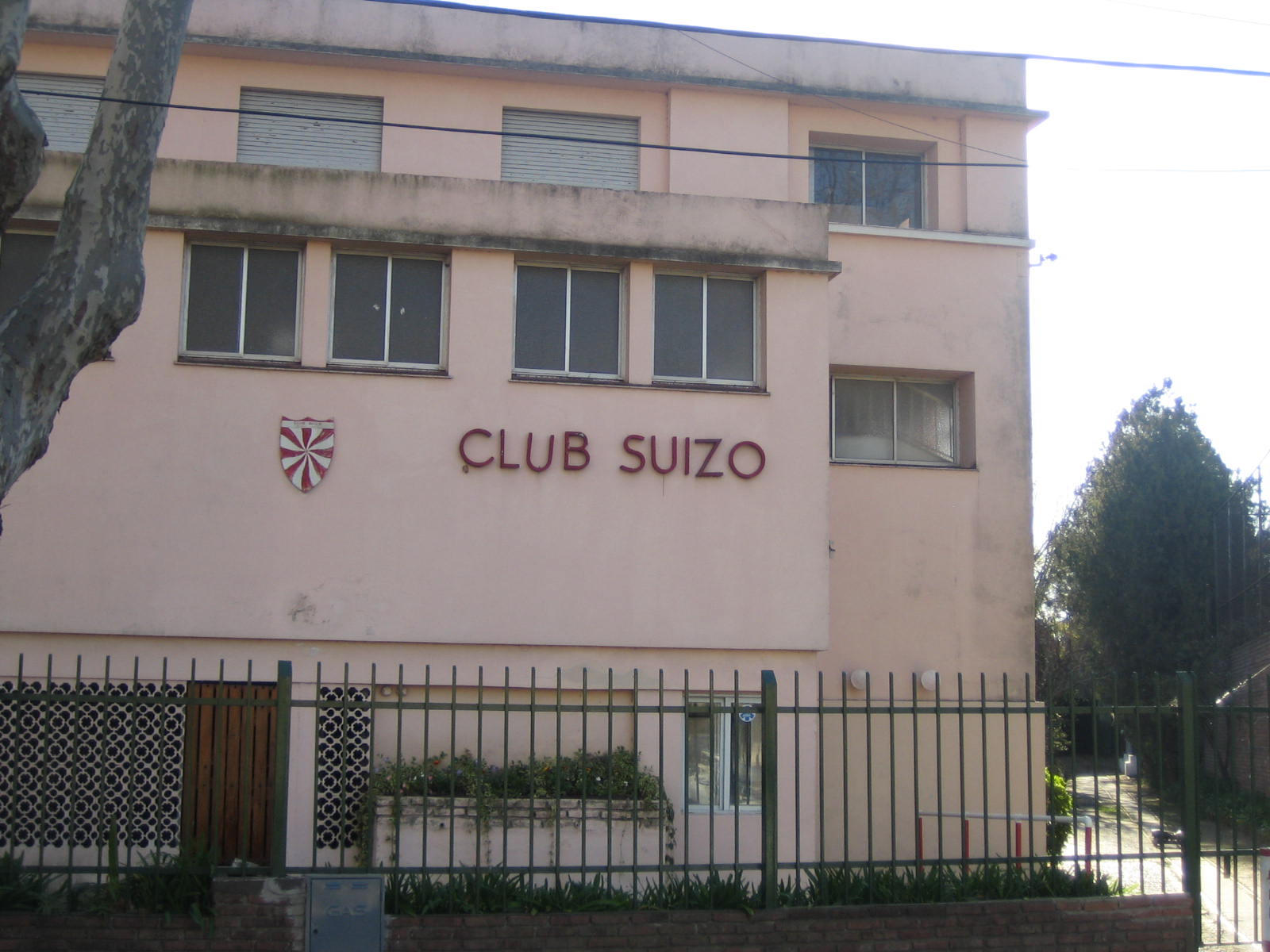
Edificio del club.

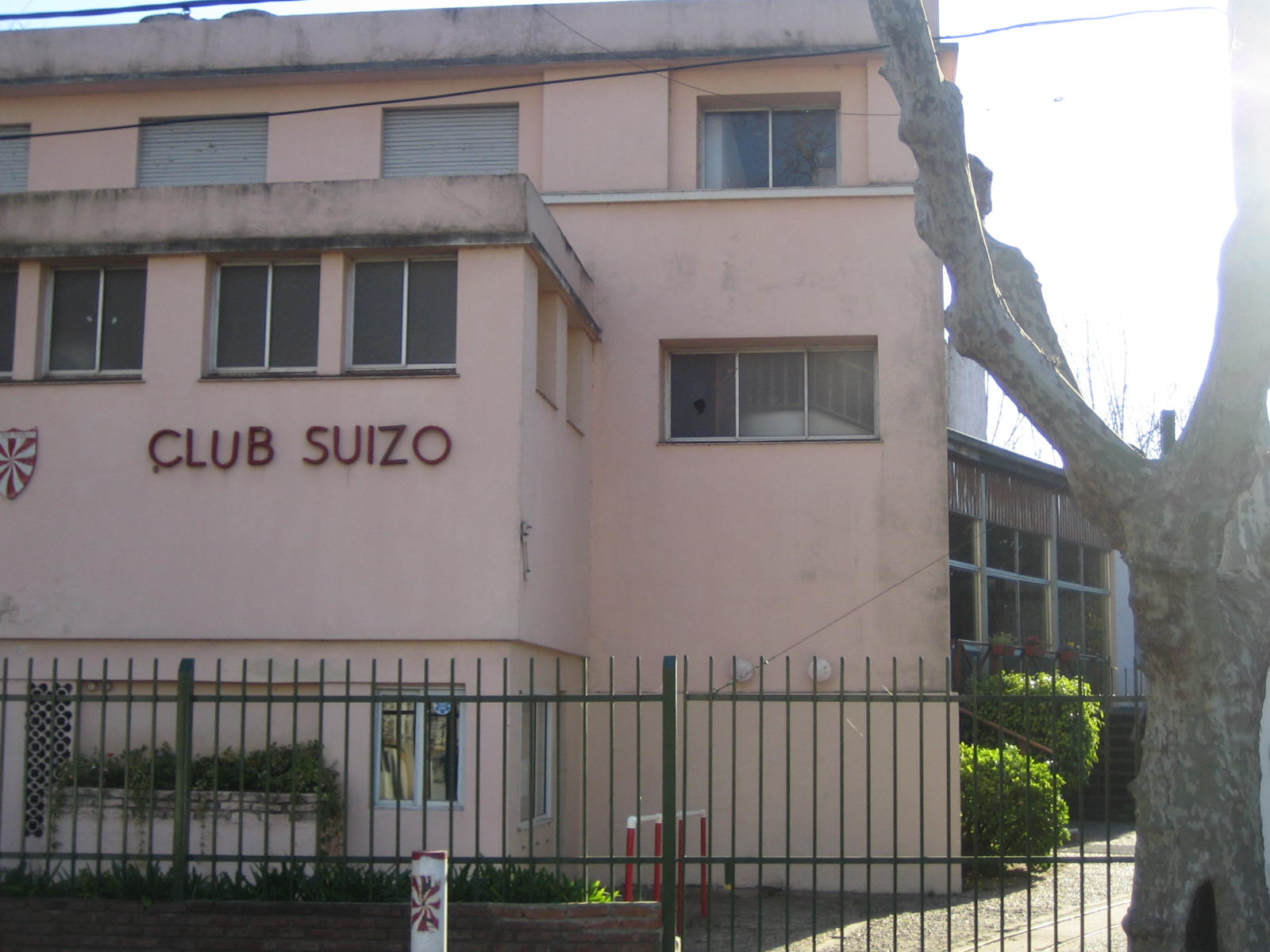
Imagen de la entrada al club.

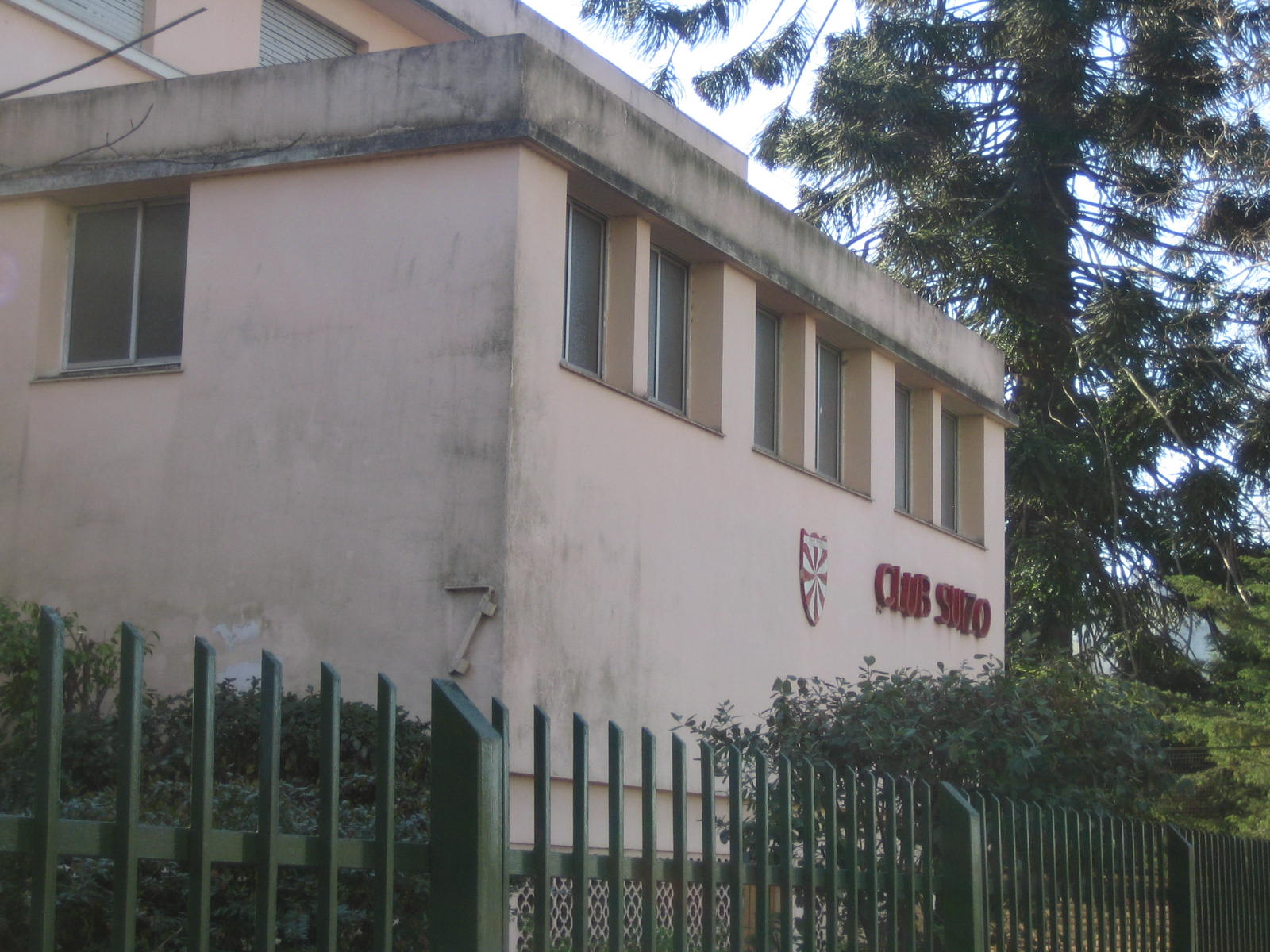
Otra imagen del club.

El Club Suizo de Buenos Aires es un club privado con fines deportivos situado en la ciudad de Tigre en la Provincia de Buenos Aires a unos 30 km de la ciudad de Buenos Aires, Argentina.

## Historia

### Fundación y sus orígenes
El club fue fundado el 17 de mayo de 1913 por una comunidad de ciudadanos suizos residentes en la Argentina.
Este grupo se reunió con motivo de un banquete en los salones de la Casa Suiza de la Ciudad de Buenos Aires, el 1 de agosto de 1912, e impulsados por el discurso del señor H. Imsand (director del diario “Courrier Suisse”), decidieron fundar una entidad que facilitara en forma permanente estrechar vínculos entre ellos, sus familiares y la comunidad suizoargentina y mantener viva la cultura de la patria helvética. 
Se confeccionó una primera lista de adherentes. 
- En el mes de septiembre de 1912 se esbozaron las primeras bases y se formó una comisión encargada de avanzar en el proyecto y profundizar los temas.

- La Comisión citó a asamblea general de adherentes en diciembre de 1912

- No se logró reunir el número mínimo de socios propuestos. Cuatro meses después, se citó a nueva Asamblea, para decidir abandonar el proyecto o cambiar las bases.

- Fue el entonces Ministro Plenipotenciario de la Confederación Helvética, Sr. Dunant, quien desde el principio había adherido con entusiasmo a la propuesta, quien exhortó vivamente a los presentes a no abandonar la idea, sin fijar condiciones y teniendo en cuenta la importancia que la institución podía tener para una colectividad en aumento constante. Se aprobó la idea por aclamación y se designaron dos miembros de la Asamblea (los Sres. T. Alemann y H. Imsand) para elegir un local apropiado.

- Es así como el 17 de mayo de 1913, en un salón del Hotel Provence, sito en la calle San Martín 365, de la Ciudad de Buenos Aires, se reunió una Asamblea General, con la asistencia del Ministro de Suiza, Sr. Dunant, y del Sr. Hubscher, Secretario de la Legación, y 181 personas que suscribieron todas el Acta de Fundación del Club Suizo.

### Primeros años
- En los años siguientes creció la actividad social, y fueron numerosos los banquetes, las reuniones y las excursiones fluviales.

- En 1916 se cambió la sede social y finalmente se eligió un inmueble en la calle Esmeralda 659.

- En 1923, nuevamente el Club se traslada en forma provisoria a un salón del primer piso de la Casa Suiza, donde comenzó a funcionar el 1 de enero de 1924.

- Hasta entonces el Club era asociación donde fundamentalmente se realizaban actividades de tipo social, dado que el espacio no permitía desarrollar deportes en forma orgánica, lo que sin embargo era la aspiración de un grupo de socios. A partir de la iniciativa de los mismos.

- El 14 de noviembre de 1924 una Asamblea General Extraordinaria decidió aprobar el proyecto de adquisición de una finca sita en la ribera del Río Tigre. En la misma reunión, se resolvió que el principal deporte desarrollado en el Club sería el remo, sin perjuicio de llevar a cabo otras actividades deportivas, como tenis, bochas, etc.

- Una vez adquirida la propiedad, se la ocupó inmediatamente, haciendo solamente las reparaciones y mejoras imprescindibles. La inauguración oficial de la sede, ubicada en la ribera del Río Tigre, que es la misma que la actual, tuvo lugar el 7 de junio de 1925.

- Durante los años 1925 y 1926 se construyeron la rampa y el galpón de botes y comenzó la edificación de las canchas de tenis.

- El 20 de junio de 1926 se bautizaron los primeros nueve botes adquiridos. La Prefectura General Marítima aprobó en 1925 los colores y el gallardete del Club.

- El 7 de julio de 1927 se aprobaron los Estatutos sociales actuales y el 24 de enero de 1928 se otorgó al Club Suizo la personería jurídica. En 1929, se obtuvo el permiso para inscribir yates con la bandera del Club y extender, previo examen, carnet de conductor de embarcaciones a motor.

- A partir de 1930 es designado capitán el Sr. Gustavo A. Lejeune, y ocupa el cargo por doce años. Durante su desempeño el deporte del remo creció constantemente.

- Durante los años 1940 los botes, crecieron en número y calidad, tanto que eran 16 en 1930 y 58 en 1942.

El Sr. Máximo L Megroz continuó como capitán la labor del Sr. Lejeune y permaneció doce años al frente de la Capitanía. En este período se dio impulso a la construcción de botes y el Club se afilió, el 12 de noviembre de 1946, a la Asociación Argentina de Remeros Aficionados. 
Sus remeros empezaron a intervenir en regatas interclubes y oficiales. Desde entonces en adelante el Club ha participado en regatas oficiales, regatas internas,  competencias de resistencia, etc. y en definitiva en toda la actividad que se refiere al remo.

## Instalaciones
El club posee:
- 1 buffet & restaurante
- 1 parque
- 1 salón de fiestas
- Estacionamiento
- Dormitorios
- Juegos para niños
- Parrilla societaria manejada por el responsable del Buffet & Restaurante con mesas y sillas con capacidad para 70 personas

### Instalaciones deportivas
El club posee:
- Un gran galpón donde se almacenan los botes
- Una piscina y solárium
- 2 canchas de tenis.
- 1 Frontón